# Zwartvlekrookwants
De zwartvlekrookwants (Xanthochilus quadratus) is een wants uit de onderfamilie Rhyparochrominae en uit de familie bodemwantsen (Lygaeidae).
De onderfamilie Rhyparochrominae wordt ook weleens als een zelfstandige familie Rhyparochromidae gezien in een superfamilie Lygaeoidea. Lygaeidae is conform de indeling van bijvoorbeeld het Nederlands Soortenregister.

## Uiterlijk
De zwartvlekrookwants is 4,6 tot 5,4 mm lang. De kop, het schildje (scutellum en het bovenste deel van het halsschild (pronotum) zijn zwart. Het onderste deel van het halsschild en de voorvleugels zijn geelbruin. Op elke voorvleugel is een opvallende, ruitvormige zwarte vlek. Ze zijn langvleugelig (macropteer).

## Verspreiding en habitat
De soort komt voor in Europa behalve in het noorden. Naar het oosten is hij verspreid tot in West-Siberië en Centraal-Azië. Hij heeft een vookeur voor droge, warme open leefgebieden met een zandige of rotsachtige bodem.

## Leefwijze
De wantsen leven op de bodem, waar ze zich snel kunnen voortbewegen. Ze klimmen ook wel in planten. Hoewel ze bij buntgras (Corynephorus canescens) worden aangetroffen, leven ze waarschijnlijk polyfaag van zaden. De imago’s overwinteren. In mei leggen de vrouwtjes de eitjes tussen de wortels van het gras, waarna de nimfen in juni tot augustus verschijnen. De volwassen wantsen van de nieuwe generatie zijn er vanaf juli.